# Feuerwehrmuseum Berlin

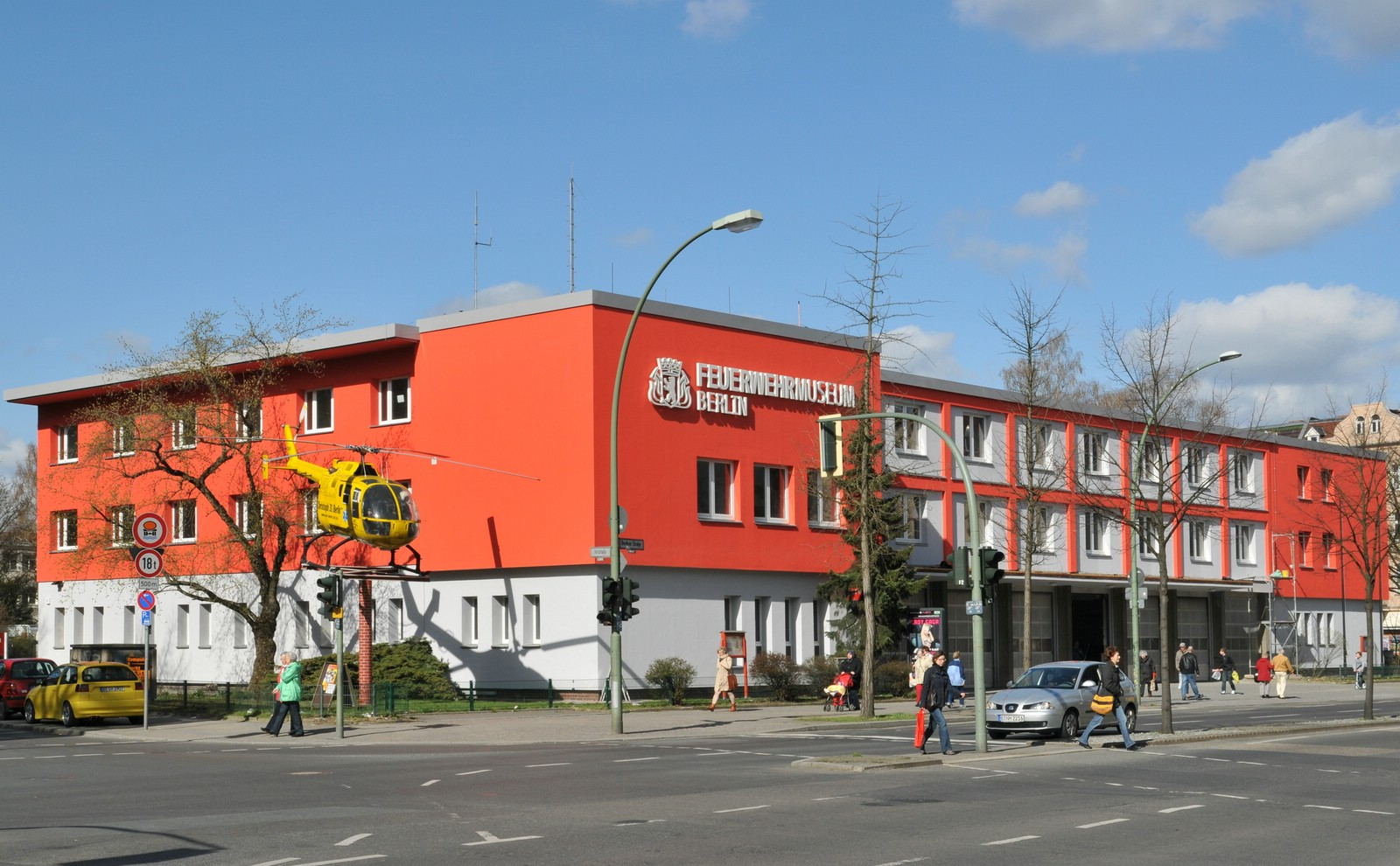
Feuerwache Tegel mit Feuerwehrmuseum

Das Feuerwehrmuseum Berlin in Berlin-Tegel (in der dortigen Feuerwache; Berliner Straße 16 / Veitstraße 5) zeigt seit 1983 eine Ausstellung über die Geschichte der Berliner Feuerwehr.

## Geschichte
Das Museum ging aus der Historischen Lehrmittelschau der Berliner Feuerwehr hervor, die in einem kleinen Raum der Charlottenburger Hauptfeuerwache Lietzow ihren Anfang nahm. Zunächst waren verschiedene alte Feuerwehrgeräte, charakteristische Fundstücke von Brandstellen sowie Bilder auf Tischen und in Vitrinen zu sehen. 1898 wurde für die Feuerwehr ein photographisches Gerät beschafft, um Fotos von Einsatzstellen zu erhalten, wobei diese Aufnahmen für die Dokumentation der Einsätze und für die Ausbildung, aber auch als Vorlage für Ölgemälde (Brand Stralauer Straße, Maler: Wolf Maage, 1905) dienten.
Friedrich Heinrich Johannes (Hans) Scheele, Oberbaurat (* 23. Januar 1878 in Züllsdorf, Kreis Torgau; † 15. Juni 1949 in Kassel) begründete 1911 ein Feuerwehrmuseum. Die Sammlung konnte wegen des Ersten Weltkrieges (1914–1918) nicht weiter aufgebaut werden und ging im Rahmen der Durchführung des Gesetzes über die Bildung einer neuen Stadtgemeinde Berlin am 1. Februar 1922 in den Besitz der Stadt Berlin über.
Zunächst wurden Exponate der Berliner und der Schöneberger Hauptfeuerwache zusammengetragen und in den Räumen der Feuerwache Suarez ausgestellt. Am 1. Januar 1927 konnte der Öffentlichkeit eine ansehnliche Sammlung gezeigt werden, wobei insgesamt drei größere Wachräume für die Ausstellung genutzt wurden. Diese Sammlung konnte um Exponate, die teilweise mit privaten Mitteln erworben wurden, erweitert werden. Hinzu kamen aber auch vielfach Leihgaben, da nur geringe Geldmittel zur Verfügung standen. Dem damals mit Sorgfalt geführten Gästebuch konnte entnommen werden, dass die Sammlung bis zum Jahre 1932 der Öffentlichkeit zugänglich war. Bei der anschließenden Auflösung wurden – soweit es keine Leihgaben waren – die Exponate ausgelagert und auf verschiedenen Feuerwachen in Abstellräumen untergebracht.
Nach dem Zweiten Weltkrieg wurde in den Räumen der Feuerwache Schöneberg wieder eine Sammlung für Unterrichtszwecke zusammengestellt, deren Grundstock Modelle von Feuerwehrfahrzeugen bildete. Diese Modelle wurden 1951 zur 100-Jahr-Feier der Berliner Feuerwehr von Feuerwehrangehörigen im Maßstab 1:10 nachgebaut. Diese Lehrschau war der Öffentlichkeit nicht zugänglich.
Zum 125-jährigen Jubiläum der Berliner Feuerwehr wurden 1976 wiederum gegenwärtige und historische Feuerwehrgeräte und -fahrzeuge einbezogen. Für diese Ausstellung wurden die noch vorhandenen Exponate der ehemaligen Lehrschau zusammengetragen und ergänzt, die anschließend im Keller des Dienstgebäudes in Wannsee, Scabellstraße 5/7, provisorisch aufgestellt werden konnten. Diese Räumlichkeiten erwiesen sich durch den erheblichen Zuwachs an neuen Exponaten bald als zu klein und daher wurde 1983 auf der Feuerwache Tegel begonnen, im 2. Obergeschoss entsprechende Räumlichkeiten für diese Sammlung und ein Archiv herzurichten.

## Ausstellung
Das Feuerwehrmuseum Berlin bietet nicht nur Informationen zur Historie der Berliner Feuerwehr, der größten und ältesten Berufsfeuerwehr Deutschlands. In der rund 800 m² großen Ausstellung werden neben Foto- und Videodokumentationen auch viele Exponate in Lebensgröße gezeigt. Nicht dazu gehören die 20 historischen Feuerwehrfahrzeuge, unter anderem der Hersteller Daimler-Benz, MAN und Magirus-Deutz, welche aus Platzgründen derzeit nicht im Museum gezeigt werden können. Es gibt verschiedene Ausstellungsbereiche und jeder dieser Bereiche bildet eine geschlossene Einheit, einen Zeitabschnitt oder ein besonderes Fachgebiet: Kutschensaal, Rauchraum und Unterwasserwelt, aber auch ein Verkehrsunfall, die Arbeit der Feuerwehr im Zweiten Weltkrieg sowie der Rettungsdienst und die Feuerwehrleitstelle können vom Besuchenden hautnah miterlebt werden.
Zur Fernmeldetechnik werden historische Feuermelder und Feuermeldeempfangsanlagen ausgestellt, die funktionstüchtig installiert sind. Bei Vorführungen sieht der Besucher, was passiert, wenn ein Feuermelder betätigt wurde. Daran wird der Alarmablauf bei der Feuerwehr erklärt.
In einem Ausstellungsraum sind Gerätschaften aufgebaut, die früher bei der Einstellungsprüfung der Feuerwehrbediensteten verwendet wurden. Nach der ärztlichen Untersuchung gab es Prüfungen im Turnen, eine psychotechnische Prüfung ebenso wie im Rechnen und Schreiben. Die Besucher können sich selbst testen.
Optischer Blickfang des Museums ist ein vor dem Gebäude aufgestellter Rettungshubschrauber vom Typ Bölkow Bo 105, der an die Zeit erinnert, als der Berliner Rettungshubschrauber Christoph 31 aufgrund der alliierten Vorbehaltsrechte noch mit amerikanischer Kennung und amerikanischem Piloten seine Einsätze flog.

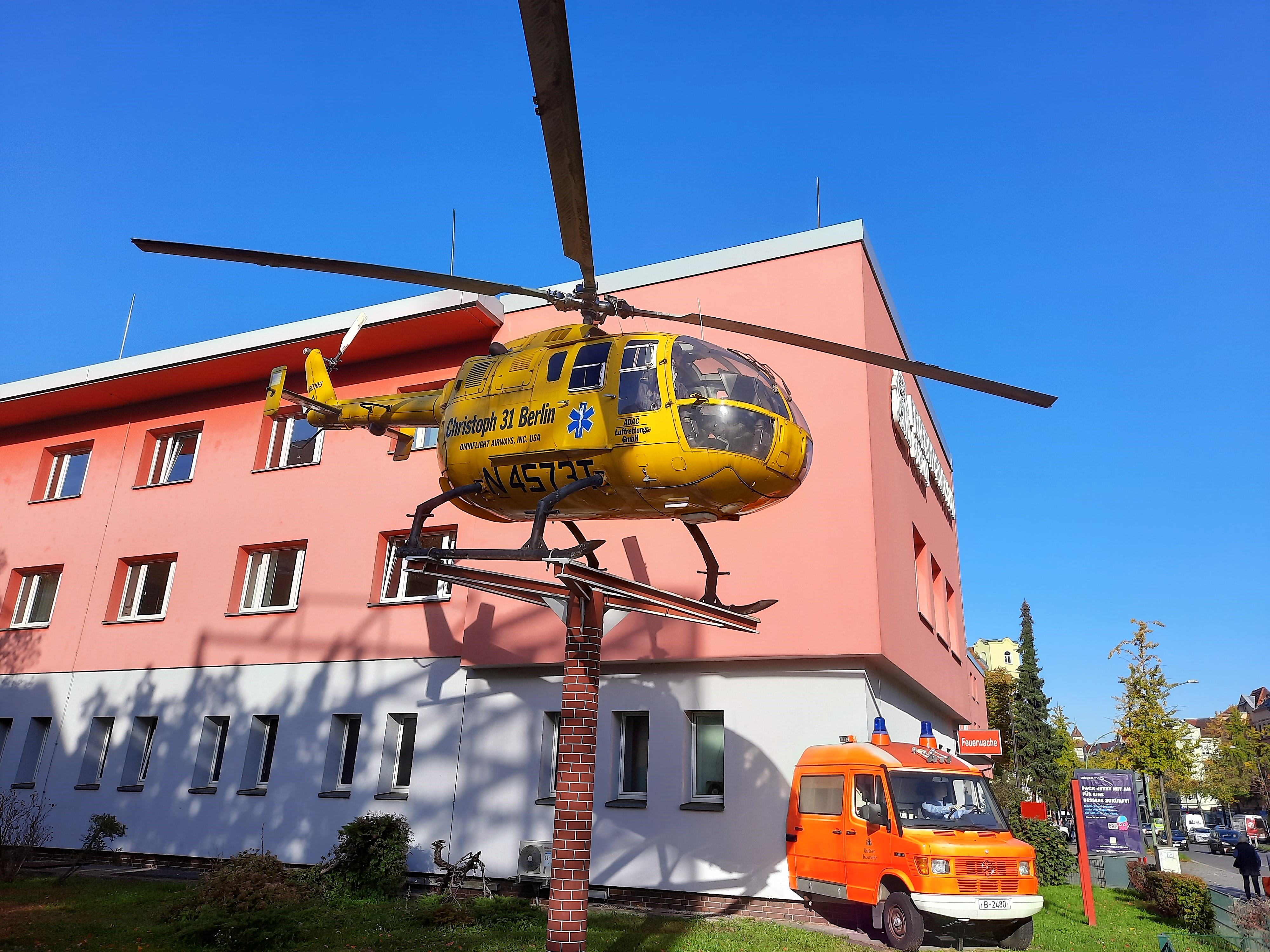
Hubschrauber und Rettungswagen als Blickfang
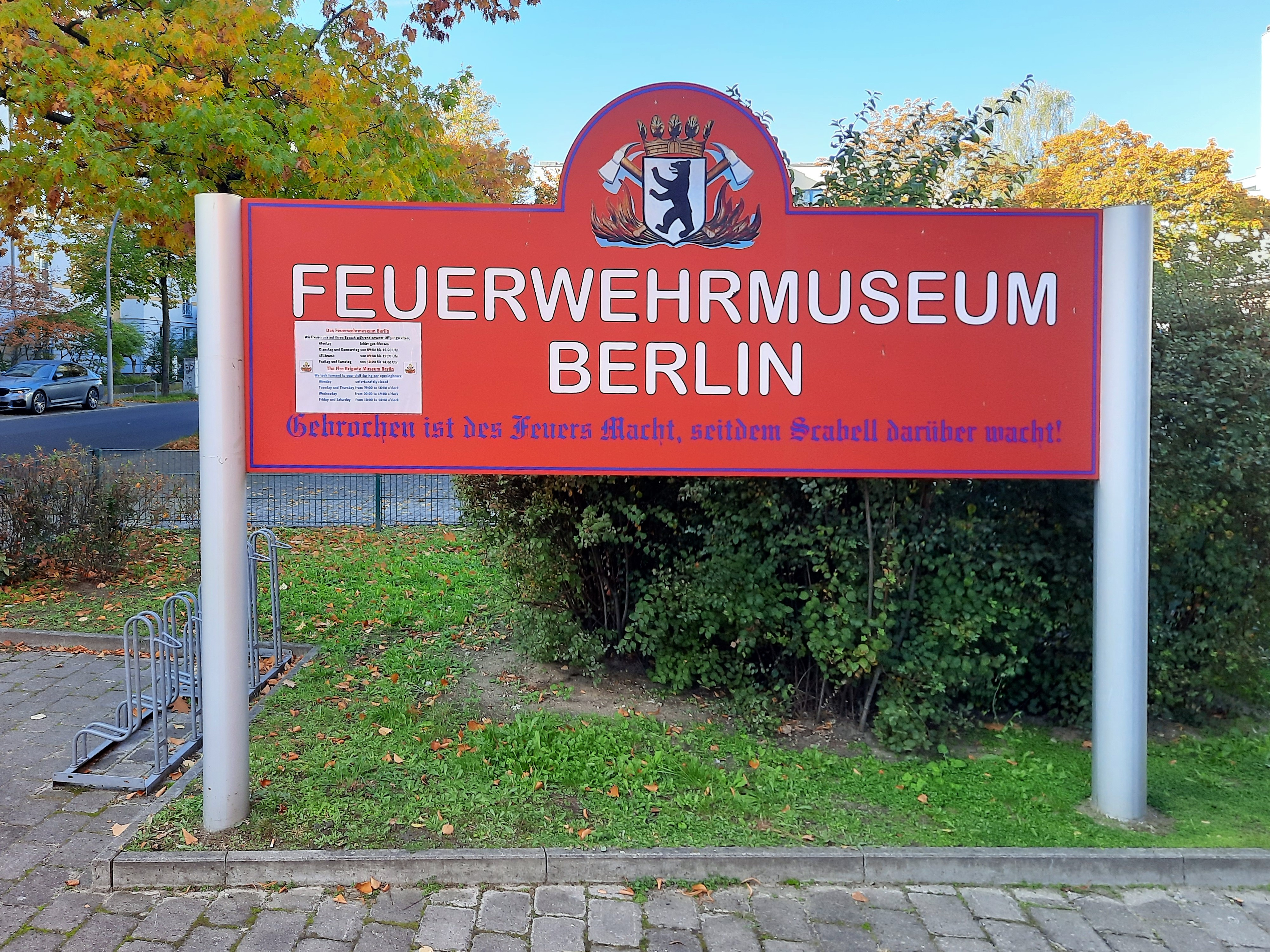
Schild am Eingang
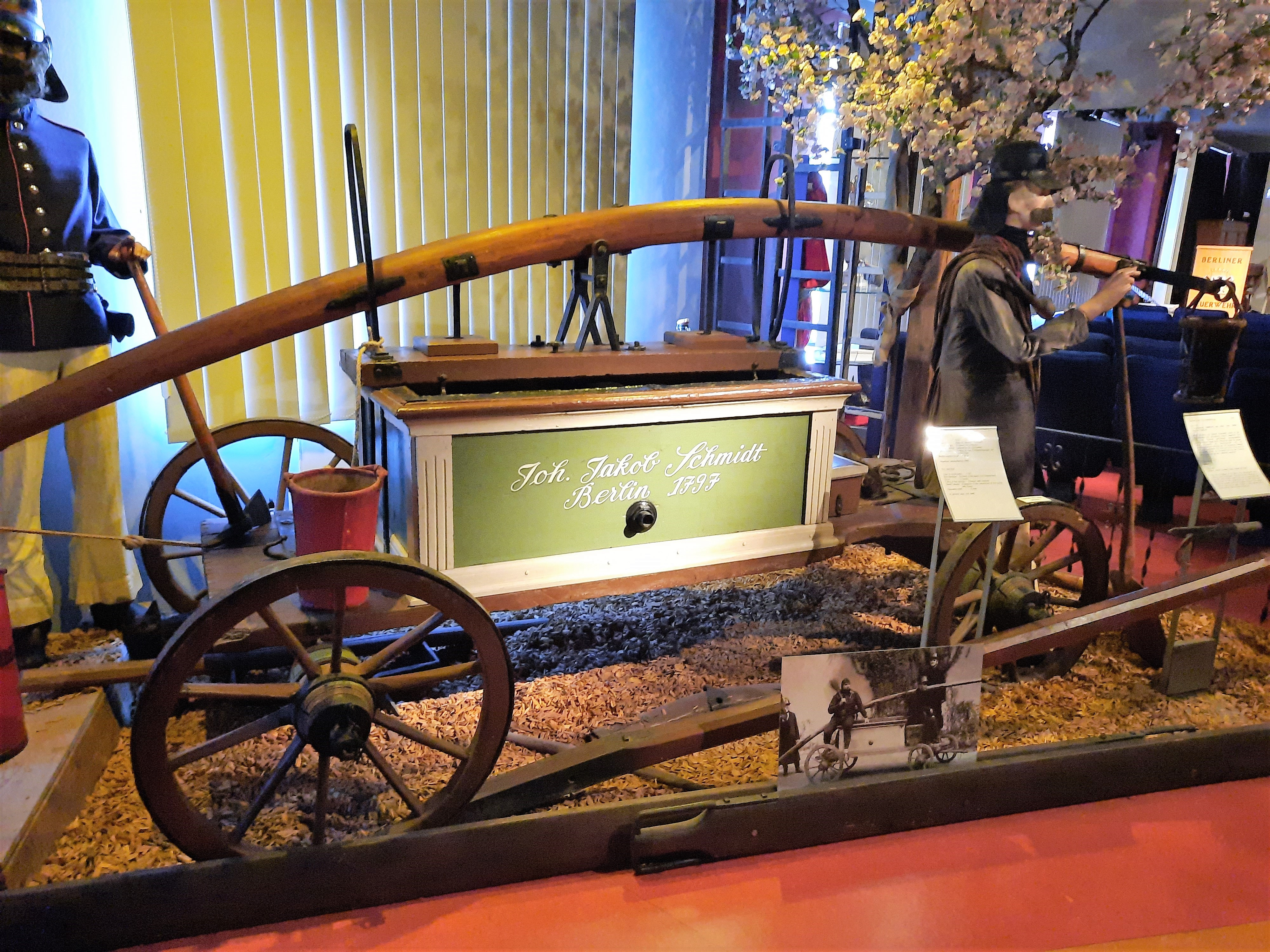
Spritze von 1797
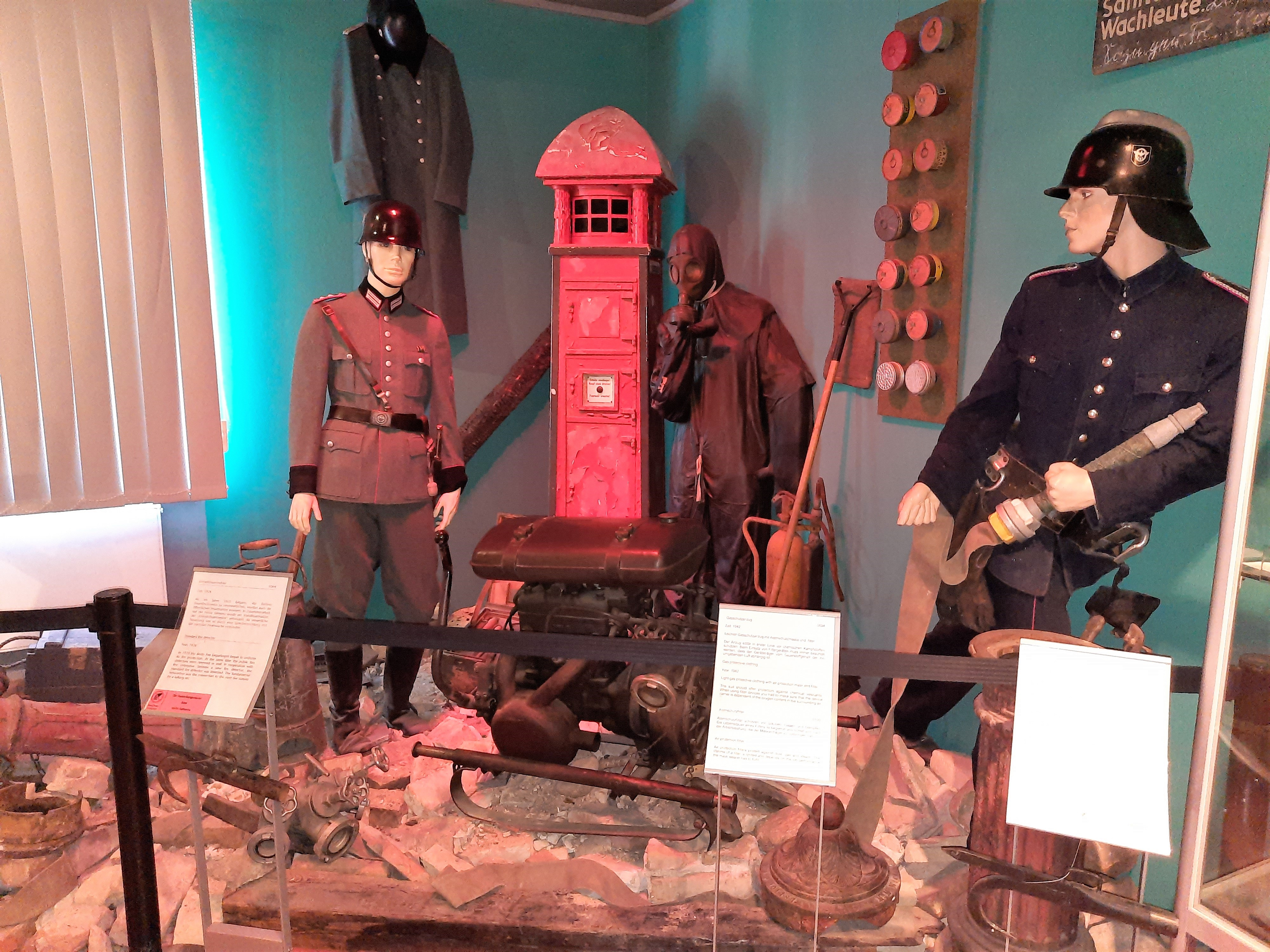
Gasschutz-Zug
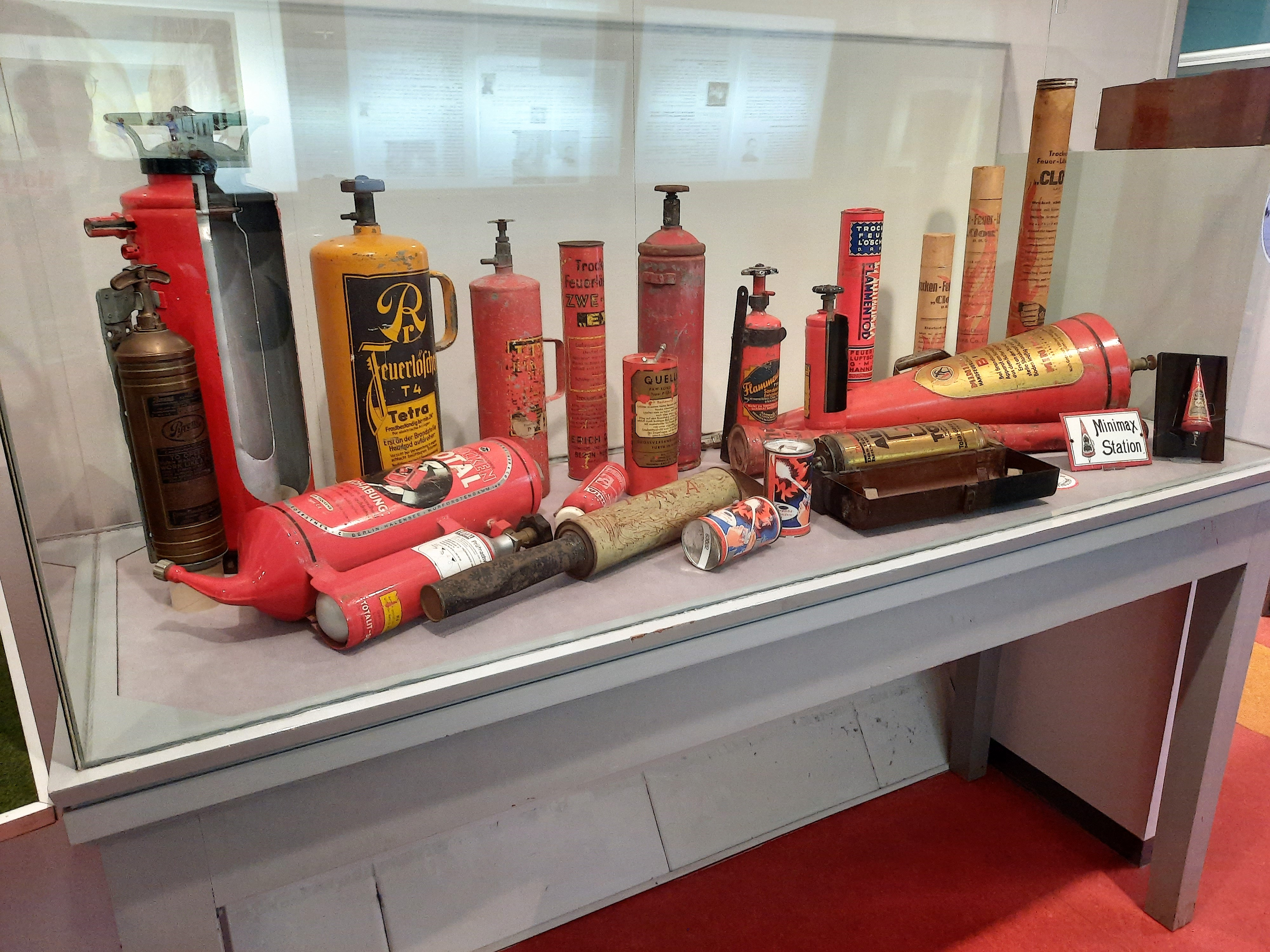
Feuerlöscher
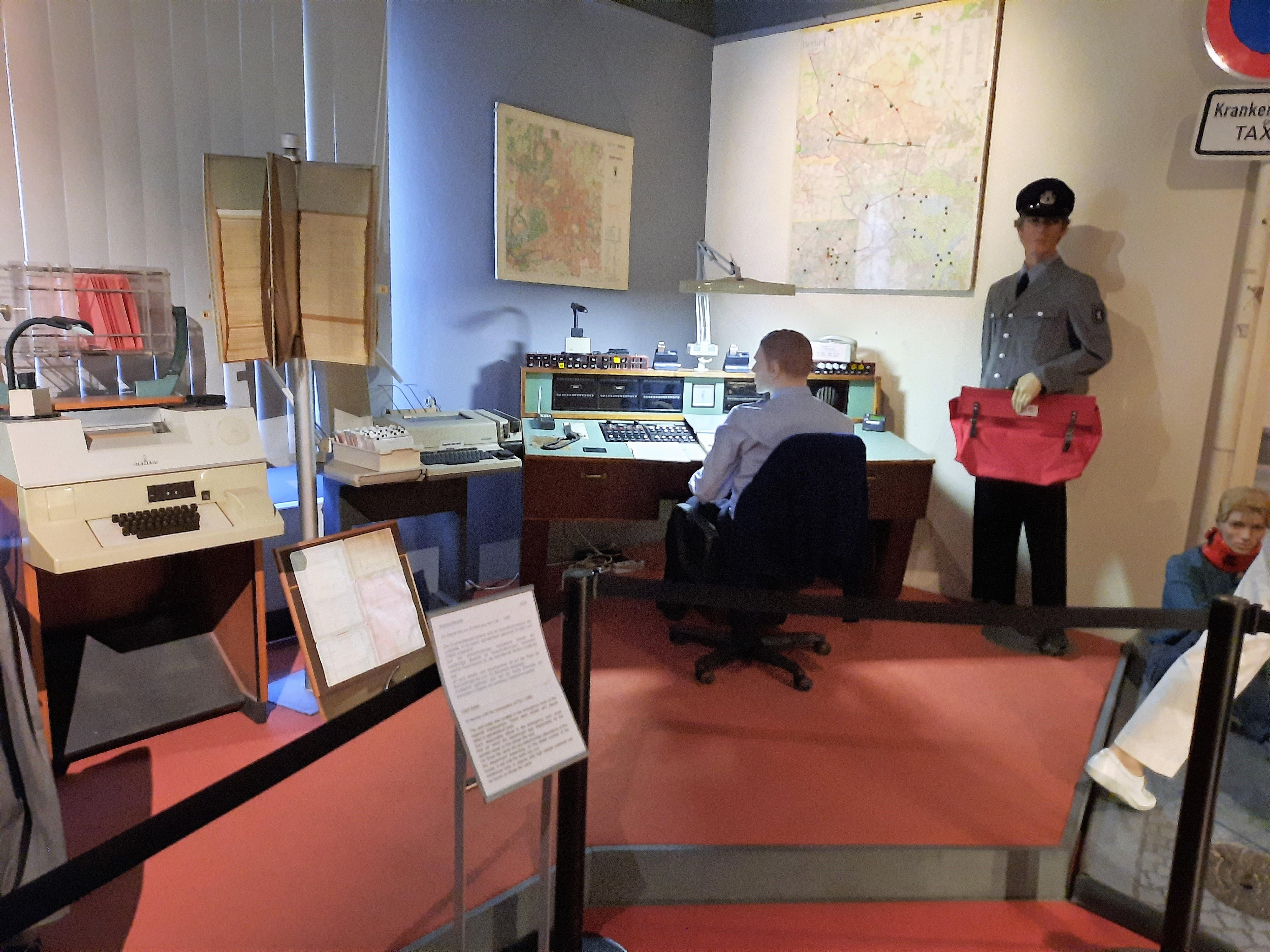
Notrufzentrale